# Nazionale maschile di rugby a 15 della Croazia
La squadra nazionale di rugby XV della Croazia riunisce i migliori giocatori di Rugby XV della Croazia. La Croazia non ha mai partecipato alla Coppa del mondo, ma partecipa regolarmente al Campionato europeo, dove è attualmente inserita nella 2ª divisione poule A.
Attualmente il capitano della nazionale è Nik Jurišić.

## Storia
Il primo club di rugby in Croazia, il Mladost di Zagabria, è nato il 17 gennaio 1954, la federazione croata nel 1962, la prima partita ufficiale della rappresentativa nazionale è avvenuta il 7 novembre 1992, un anno e pochi mesi dopo l'ottenimento dell'indipendenza dalla Jugoslavia.